# Siège de Tournai (1521)
Pour les articles homonymes, voir Siège de Tournai.
Sixième guerre d'Italie
Le siège de Tournai eut lieu en novembre 1521. 

## Le siège
Au cours de la sixième guerre d'Italie, l'armée du Saint-Empire romain germanique assiège la ville.
Pour forcer les impériaux à lever le siège, les Français s'emparèrent de Bouchain, réduisirent la ville en cendres et dévastèrent tout le pays sans parvenir à leur but, car Tournai fut prise et resta en possession des Habsbourg jusqu'à l'indépendance de la Belgique.